# Aridarum purseglovei
Aridarum purseglovei är en kallaväxtart som först beskrevs av Caetano Xavier Furtado, och fick sitt nu gällande namn av Mitsuru Hotta. Aridarum purseglovei ingår i släktet Aridarum och familjen kallaväxter. Inga underarter finns listade.